# Biserica „Sfânta Cuvioasă Paraschiva” din Gura Căinarului
Biserica „Sf. Cuvioasă Paraschiva” cu clopotniță este o biserică amplasată în Gura Căinarului, raionul Florești, Republica Moldova. Este un monument arhitectural de importanță națională inclus în Registrul monumentelor Republicii Moldova ocrotite de stat cu nr. 1361 (raionul Florești). Datează din 1816.